# Audi 60
Audi 60 – samochód osobowy klasy średniej produkowany przez niemiecką markę Audi w latach 1965 - 1972.

## Historia modelu
Dostępny jako 2- i 4-drzwiowy sedan oraz 3-drzwiowe kombi. Zastąpił on nieudany model DKW F102. Do napędu użyto nowych czterosuwowych silników R4 o pojemnościach: 1,5, 1,7 oraz 1,8 litra. Moc przenoszona była na oś przednią poprzez 4-biegową manualną skrzynię biegów. Samochód został zastąpiony przez model 80 B1. Wyprodukowano 416 853 egzemplarze modelu (389 361 sedanów i 27 492 kombi).

### Modele

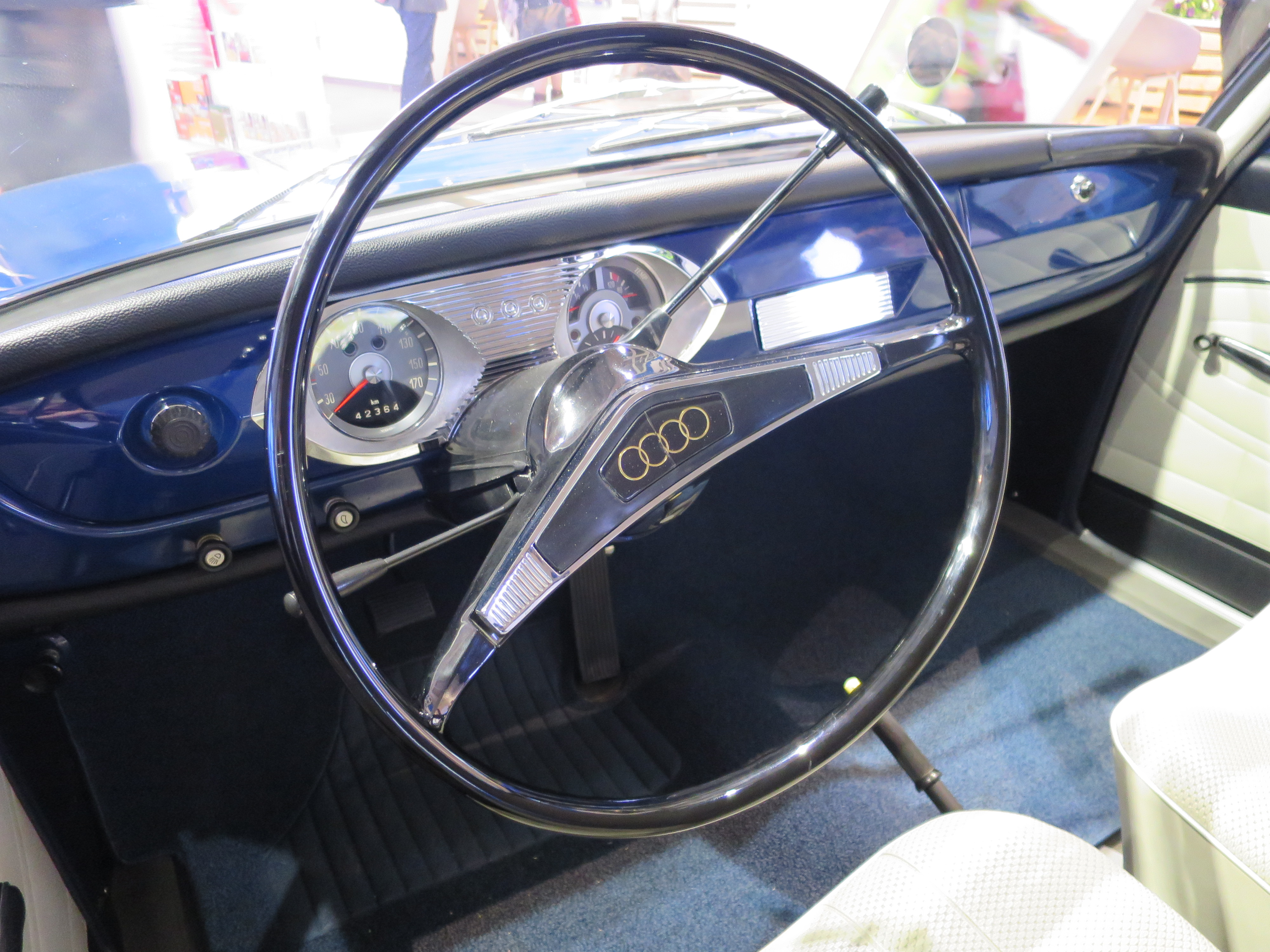
Deska rozdzielcza

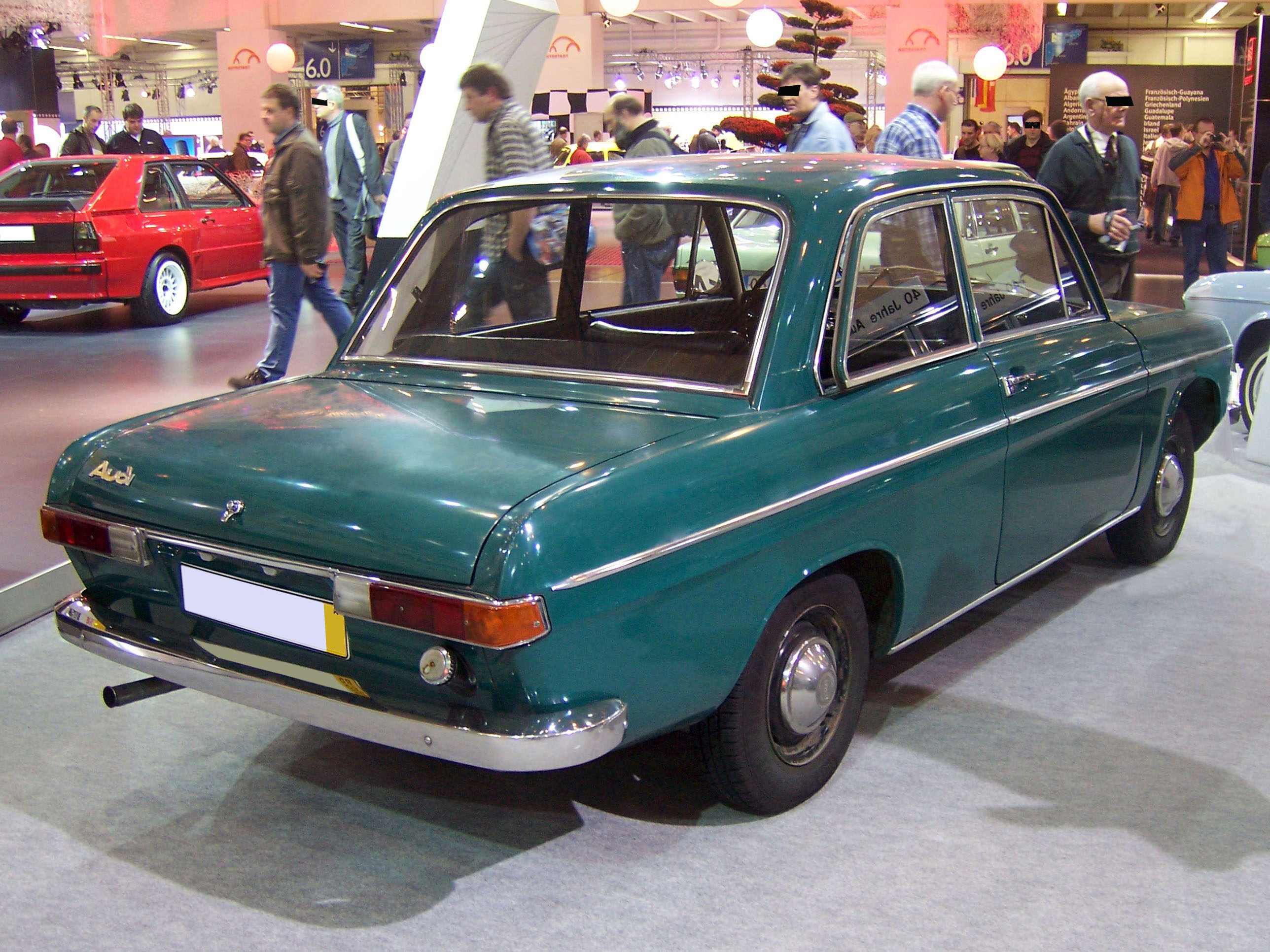
Audi 60 - tył nadwozia

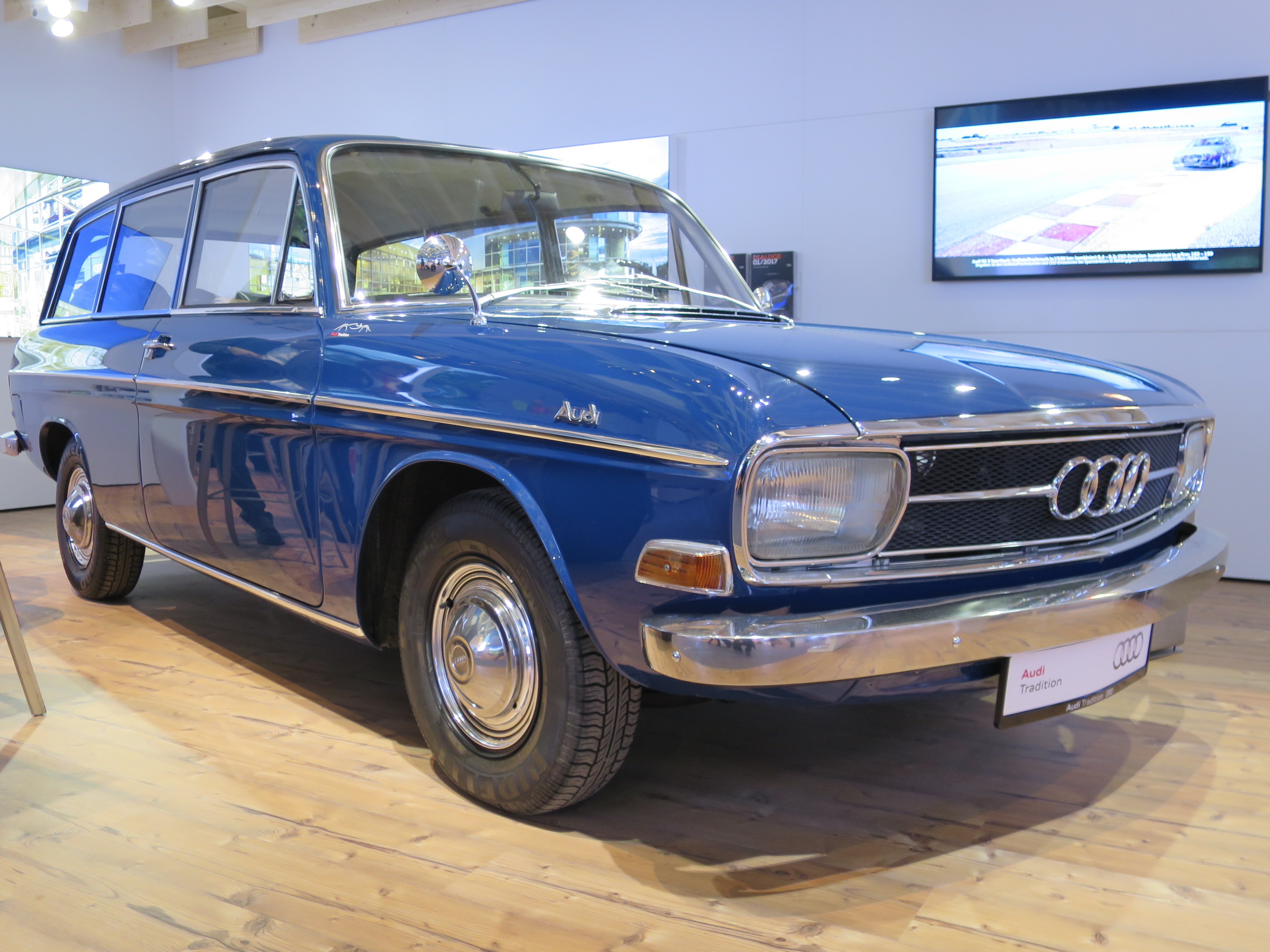
Audi 60 kombi

Pierwszy model został wprowadzony na rynek po prostu jako Audi, dopiero później przemianowano go na Audi 72 (liczba 72 oznacza nominalną moc silnika wyrażoną w koniach mechanicznych). Mocniejsze Audi 80 oraz Audi Super 90 pojawiły się na rynku w 1966 roku. W 1968 r. pojawienie się słabszego Audi 60 pozwoliło Audi na skompletowanie gamy silnikowej.
Od roku 1969 modele Audi 72 oraz Audi 80 zostały zastąpione przez model o nazwie Audi 75. W roku 1972 produkcja modeli serii F103 została zaniechana na rzecz Audi 80 B1.

### Silniki
Seria F103 została wyposażona wyłącznie w czterocylindrowe silniki czterosuwowe. Były one zamontowane wzdłużnie. Połączenie napędu na przednią oś, którego marka przedsiębiorstwa Auto Union - DKW była pionierem w latach 30., oraz wzdłużnie umieszczonego czterocylindrowego silnika, miało się stać podstawą sukcesu nowego modelu Volkswagena - Passata, jak i kolejnych modeli Audi: Audi 80 oraz Audi 100.
Podwozie modelu serii F103 pochodziło jednak od modelu DKW F102, który posiadał trzycylindrowy dwusuwowy silnik. W związku z tym, iż nowszy model posiadał dłuższy silnik, system chłodzenia trzeba było umieścić po lewej stronie silnika, zamiast w normalnej pozycji przed nim.
Silniki serii F103 zostały opracowane wspólnie z przedsiębiorstwem Daimler-Benz, które było w tym czasie właścicielem Auto Union (od 1958 do 1964). Silniki te zostały nazwane Mitteldruckmotor, co oznacza silniki o średnim stopniu sprężania, gdyż ze względu na niezwykle wysoki stopień sprężania, silnik te plasowały się w połowie pomiędzy konwencjonalnymi silnikami spalinowymi a silnikami Diesla.

### Układ jezdny
Samochody były wyposażone w czterobiegową, manualną skrzynię biegów.
Zastosowano hamulce tarczowe z przodu, co było wciąż rzadko spotykane w autach średniej wielkości na rynku samochodów osobowych w tym czasie. Na tylnej osi zamontowano tradycyjne hamulce bębnowe.

### Nadwozie
Karoseria serii F103 była rozwinięciem wcześniejszego modelu DKW - F102. Komora silnika musiała zostać rozszerzona tak, aby nowy czterocylindrowy silnik mógł się zmieścić. Przód, jak i tył pojazdu poddano również kosmetycznej zmianie: wszystkie Audi serii F103 sprzedawane w Europie wyposażone były w quasi-prostokątne reflektory, które stawały się modne w tym czasie, podczas gdy F102 posiadał wyłącznie okrągłe reflektory.
Wszystkie modele Audi F103 były oferowane jako dwu- oraz czterodrzwiowe sedany. Jednakże wersja dwudrzwiowa nie była oferowana na rynki o małym zapotrzebowaniu na wersję dwudrzwiową dla aut tej wielkości (np. Włochy czy Wielka Brytania).
Z wyjątkiem Audi Super 90, Audi serii F103 były dostępne także jako trzydrzwiowe kombi. Zadebiutowały one na Geneva Motor Show w marcu 1966 roku. Wersje te, podobnie jak u Volkswagena zostały nazwane Variant. 

### Wyniki sprzedaży
Na początku lat 60. koncern Auto Union był w odwrocie, jeśli chodzi o liczbę sprzedanych samochodów. Audi F103 odniósł względny sukces w porównaniu z ostatnim modelem Auto Union. W lipcu 1967 r. zanotowano sprzedaż stutysięcznego auta marki Audi. Produkcja modelu F103 w tym czasie dochodziła do 40 tys. egzemplarzy rocznie.
Przedsiębiorstwo zaprzeczyło spekulacjom, iż kolejny nowy model Audi zostanie przedstawiony na salonie we Frankfurcie jesienią 1967 roku. (Audi 100 został wprowadzony dopiero pod koniec 1968 roku.)

### Dane techniczne
Dane producenta
| Audi F103                              | Audi 60                                                  | Audi 72                                                  | Audi 75                                                  | Audi 80                                                  | Audi Super 90                                            |
| -------------------------------------- | -------------------------------------------------------- | -------------------------------------------------------- | -------------------------------------------------------- | -------------------------------------------------------- | -------------------------------------------------------- |
| Lata produkcji:                        | 1968–1972                                                | 1965–1969                                                | 1969–1972                                                | 1966–1969                                                | 1966–1972                                                |
| Liczba egzemplarzy (bez kombi):        | 216 988                                                  | 122 579                                                  | 122 579                                                  | 122 579                                                  | 49 794                                                   |
| Silnik:                                | R4 (czterosuwy), zamontowany wzdłużnie nad przednią osią | R4 (czterosuwy), zamontowany wzdłużnie nad przednią osią | R4 (czterosuwy), zamontowany wzdłużnie nad przednią osią | R4 (czterosuwy), zamontowany wzdłużnie nad przednią osią | R4 (czterosuwy), zamontowany wzdłużnie nad przednią osią |
| Średnica cylindra x skok tłoka (w mm): | 80 x 74,4                                                | 80 x 84,4                                                | 80 x 84,4                                                | 80 x 84,4                                                | 81,5 x 84,4                                              |
| Pojemność skokowa:                     | 1496 cm³                                                 | 1695 cm³                                                 | 1695 cm³                                                 | 1695 cm³                                                 | 1761 cm³                                                 |
| Moc maksymalna:                        | 55 KM (40 kW) 65 KM (48 kW)                              | 72 KM (53 kW)                                            | 75 KM (55 kW)                                            | 80 KM (59 kW)                                            | 90 KM (66 kW)                                            |
| Stopień sprężania:                     | 9,1:1                                                    | 11,2:1                                                   | 9,1:1                                                    | bd.                                                      | 10,6:1                                                   |
| Układ zasilania:                       | gaźnik Solex                                             | gaźnik Solex                                             | gaźnik Solex                                             | gaźnik Solex                                             | gaźnik Solex                                             |
| Układ chłodzenia:                      | silnik chłodzony cieczą                                  | silnik chłodzony cieczą                                  | silnik chłodzony cieczą                                  | silnik chłodzony cieczą                                  | silnik chłodzony cieczą                                  |
| Instalacja elektryczna:                | 12 V                                                     | 12 V                                                     | 12 V                                                     | 12 V                                                     | 12 V                                                     |
| Przednie zawieszenie:                  | niezależne, drążek skrętny                               | niezależne, drążek skrętny                               | niezależne, drążek skrętny                               | niezależne, drążek skrętny                               | niezależne, drążek skrętny                               |
| Tylne zawieszenie::                    | drążek skrętny                                           | drążek skrętny                                           | drążek skrętny                                           | drążek skrętny                                           | drążek skrętny                                           |
| Hamulce:                               | przód: tarczowe / tył: bębnowe                           | przód: tarczowe / tył: bębnowe                           | przód: tarczowe / tył: bębnowe                           | przód: tarczowe / tył: bębnowe                           | przód: tarczowe / tył: bębnowe                           |
| Konstrukcja nadwozia:                  | samonośne                                                | samonośne                                                | samonośne                                                | samonośne                                                | samonośne                                                |
| Przyspieszenie 0–100 km/h:             | 18,0 s                                                   | 14,8 s                                                   | 14,5 s                                                   | 14,0 s                                                   | 12,2 s                                                   |
| Prędkość maksymalna:                   | 138 km/h 144 km/h                                        | 148 km/h                                                 | 150 km/h                                                 | 152 km/h                                                 | 163 km/h                                                 |